# Иванович, Ион
Ион (Иосиф) Иванович (рум. Iosif Ivanovici, серб. Јован Ивановић; 1845, Банат, недалеко от Тимишоары (Австро-Венгрия) — 28 сентября 1902, Бухарест) — румынский композитор и военный капельмейстер, серб по происхождению, автор знаменитого вальса «Дунайские волны». Прадед пианиста Андрея Ивановича.

## Биография
Ион родился в бедной крестьянской семье и с 12 лет был вынужден работать пастухом. В нём рано проснулся музыкальный талант, благодаря которому Ион самостоятельно выучился великолепно играть на флейте. Вскоре его начали приглашать, как музыканта, на различные деревенские торжества, особенно свадьбы, что давало ему неплохой приработок.
Достигнув призывного возраста, Ион поступил на военную службу в Шестой армейский полк. Помимо флейты Ион освоил и другие инструменты, например, кларнет. Благодаря своему таланту и упорному труду Ион скоро становится лучшим музыкантом в полку, а затем и дирижёром оркестра. Молодой музыкант-самоучка обратил на себя внимание профессионалов и стал заниматься музыкальной грамотой под руководством Антона Ридля в Галаце, а затем у оперного дирижёра Эмиля Лера (1848—1904) в Яссах. 
В конце 1880-х годов Ион пробует сам сочинять музыку. Как раз в тот период полк, в котором служил Иванович, был расквартирован в Галаце — городе на берегу Дуная. Именно это обстоятельство побудило Иона написать свой самый знаменитый вальс «Дунайские волны». Успех вальса был ошеломляющий. Помимо «Дунайских волн» Иванович создал и другие произведения, правда, не столь популярные. Всего им было написано более чем 350 произведений, в основном танцевального характера; они были изданы в 60 издательствах по всему миру.
В 1900 году Ион Иванович был назначен главным капельмейстером Румынской армии (эту должность до него занимали только лица с профессиональным музыкальным образованием), и оставался им до своей смерти.